# شهرستان اوسکئولا (فلوریدا)
شهرستان اوسکئولا، فلوریدا (به انگلیسی: Osceola County, Florida) یک سکونتگاه مسکونی در ایالات متحده آمریکا است که در فلوریدا واقع شده‌است.

## خصوصیات
شهرستان اوسکئولا ۳٬۹۰۰٫۵۴ کیلومترمربع مساحت دارد.